# Franz Lachner

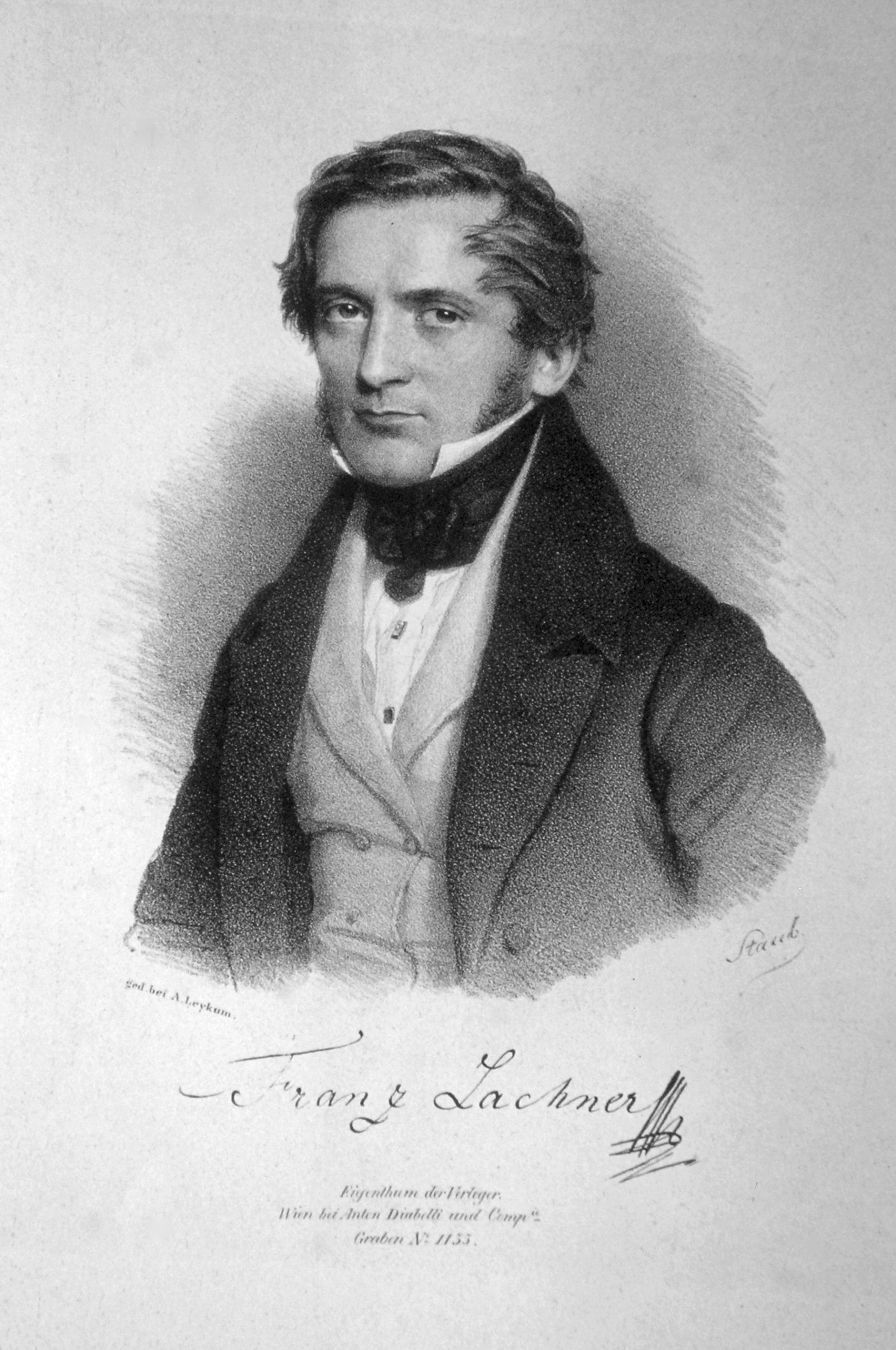
Franz Lachner, Lithographie von Andreas Staub, um 1835

Franz Paul Lachner (* 2. April 1803 in Rain; † 20. Januar 1890 in München) war ein deutscher Komponist und Dirigent.

## Leben
Franz Lachner wurde in eine musikalische Familie geboren. Sein Vater Anton war Organist, bei ihm erhielt er seinen ersten Unterricht. Seine Brüder Ignaz und Vinzenz sowie sein Stiefbruder Theodor waren ebenfalls Komponisten.

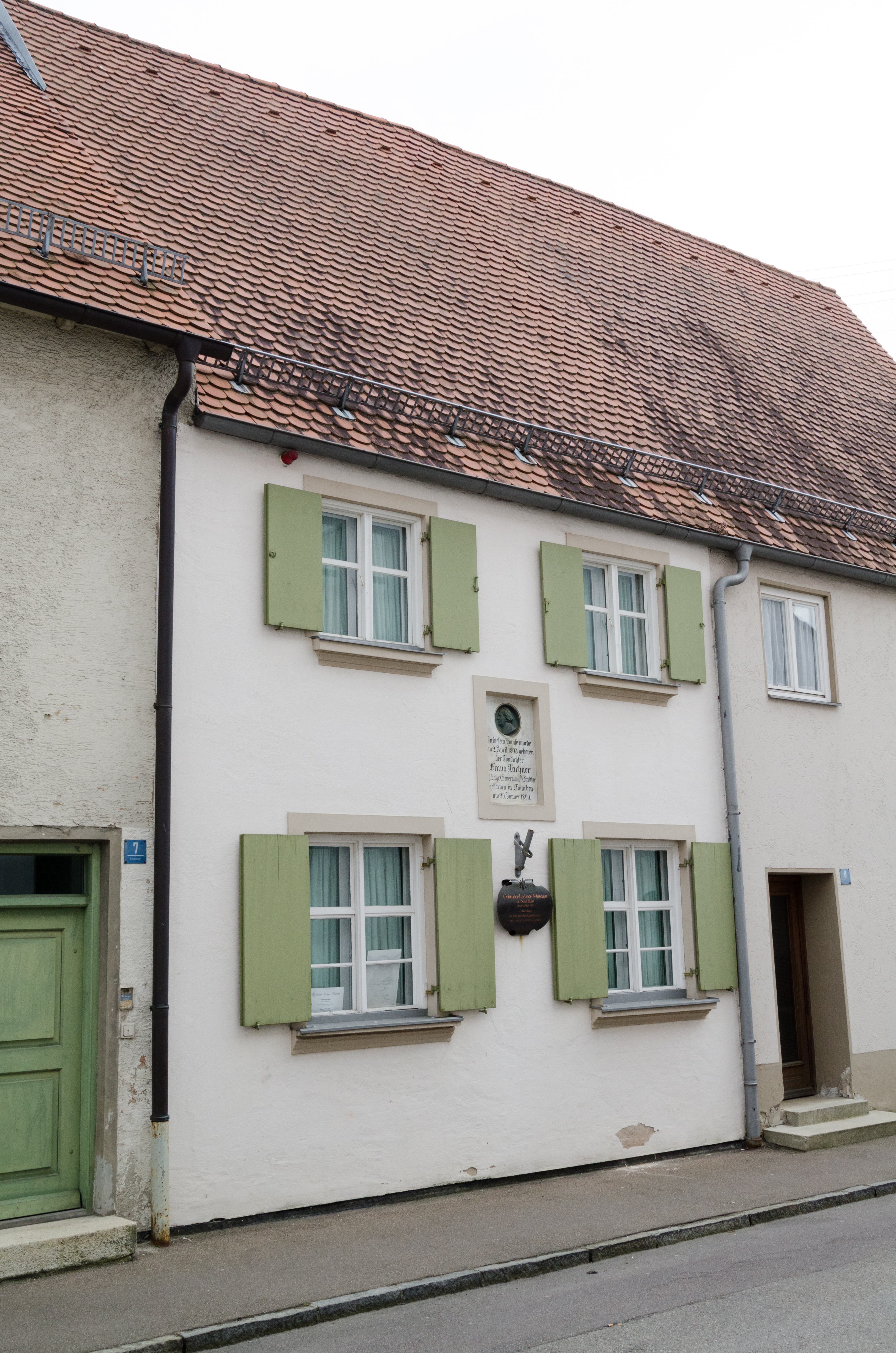
Das Geburtshaus von Franz Lachner in Rain am Kirchplatz 7

Er besuchte das Gymnasium in Neuburg an der Donau, widmete sich aber daneben unter Eisenhofer dem Studium der Komposition. Nach dem Tod seines Vaters 1822 ging Lachner nach München, setzte sein Studium fort und gab in der Stadt Musikunterricht. Er wurde während dieser Zeit Mitglied im Akademischen Gesangverein München, einer musischen Studentenverbindung. 1823 wurde er Organist an der Lutherischen Stadtkirche in Wien und studierte dort bei Simon Sechter und Maximilian Stadler. Er fand Aufnahme in den Künstlerkreis um Franz Schubert und Moritz von Schwind und wurde ein enger Freund Schwinds. Auch mit Beethoven stand er in Kontakt.
1826 wurde Lachner Vizekapellmeister und 1828 Erster Kapellmeister am Kärntnertortheater in Wien, von 1834 bis 1836 wirkte er als Hofkapellmeister in Mannheim. 1836 kehrte er nach München zurück, wo er Dirigent der Hofoper, der Konzerte der Musikalischen Akademie und der Königlichen Vokalkapelle war. Diese Berufung zum Hofkapellmeister erfolgte aus Anlass seiner Sinfonia passionata, die in Wien 1835 den großen Preis gewann. 1852 wurde er Generalmusikdirektor. Als König Ludwig II. Richard Wagner nach München rief, ging Lachner 1868 in den Ruhestand.
Lachners Beethoven-Interpretationen galten als exemplarisch; er führte auch erfolgreich Wagners Opern auf, obwohl er dessen Musik ablehnend gegenüberstand. Zu seinen Schülern gehörten Josef Gabriel Rheinberger und Franz Wüllner.

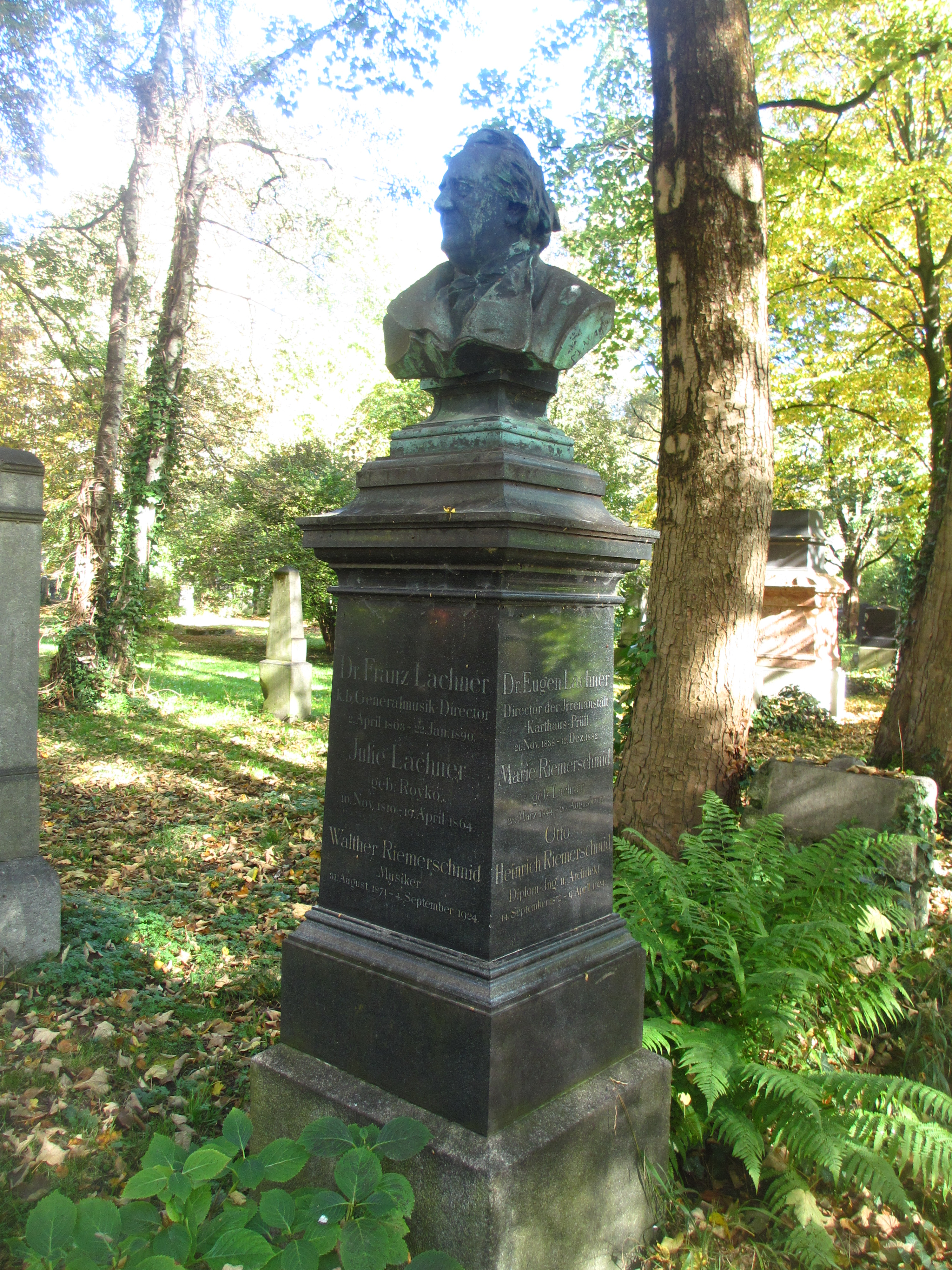
Grab von Franz Lachner auf dem Alten Südlichen Friedhof in München

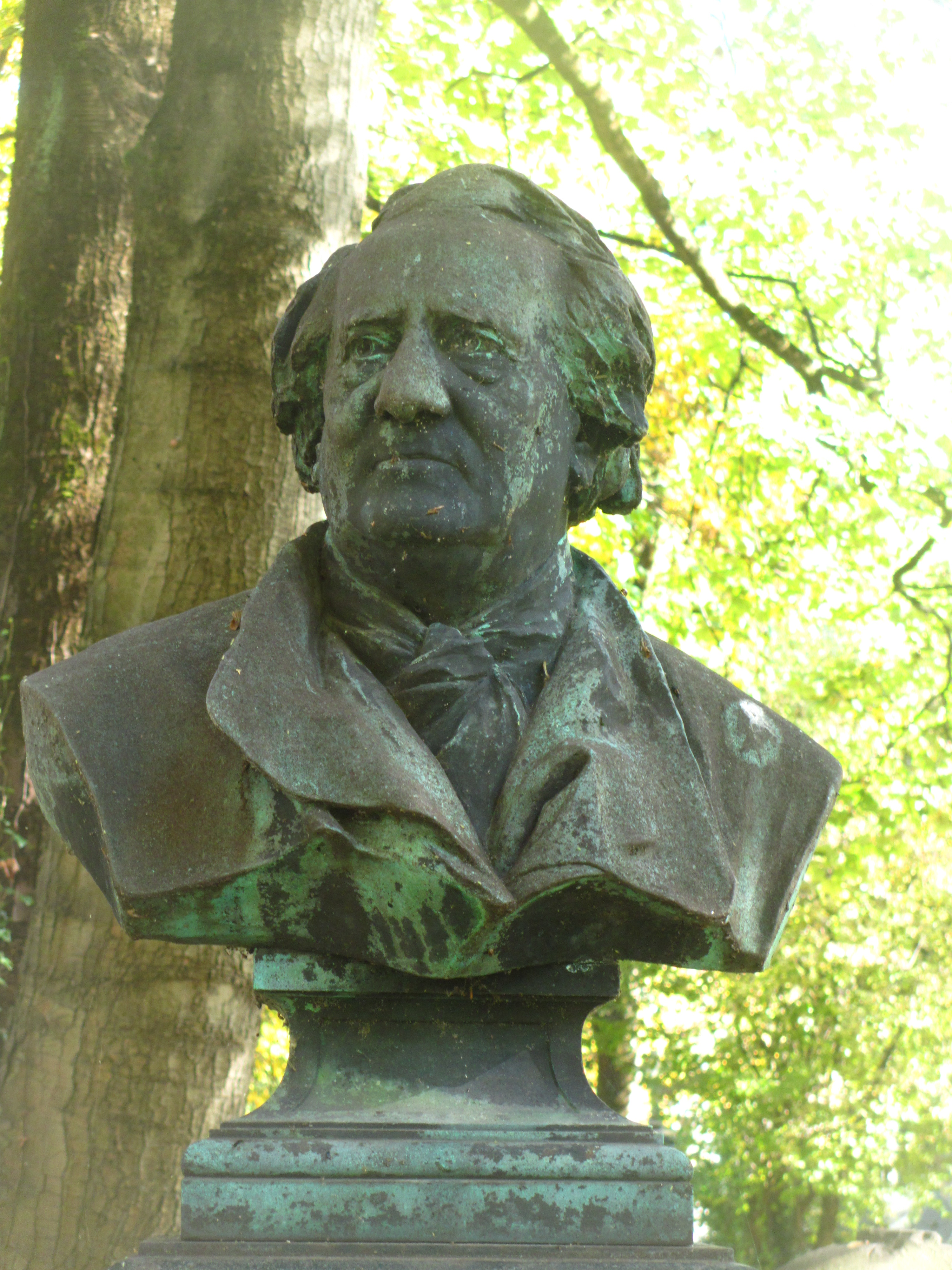
Die Büste auf dem Grab Franz Lachners vom Bildhauer Michael Wagmüller

## Grabstätte
Die Grabstätte von Lachner befindet sich auf dem Alten Südlichen Friedhof in München (Gräberfeld 10, Reihe 6, Platz 55) – Standort.

## Familie
Franz Lachner heiratete 1833 in Wien die Kaufmannstochter Julie Royko (* 10. November 1810 in Wien; † 19. April 1864 in München). Aus der Ehe gingen vier Kinder hervor, wobei Lachner seine drei Söhne überlebte: Fritz (* 24. Mai 1834; † 28. Dezember 1842), Rudolph (*/† 1836) und Eugen (* 21. November 1838; † 12. Dezember 1882, Direktor der Kreisirrenanstalt Karthaus-Prüll bei Regensburg). Die Tochter Maria (* 23. März 1844 in München; † 20. August 1915 in Rimsting) heiratete 1870 den Spirituosenfabrikanten Heinrich Riemerschmid (1836–1882).

## Ehrungen
- 8. Januar 1847 – Wahl als assoziiertes Mitglied der Académie royale des Sciences, des Lettres et des Beaux-Arts de Belgique[2]
- 18. Januar 1848 – Verleihung des Ritterkreuzes des großherzoglich hessischen Verdienstordens Philipps des Großmütigen[3]
- 1853 – Verleihung des Bayerischen Maximiliansordens für Wissenschaft und Kunst
- 1883 Ehrenbürger der Stadt München

Seine Geburtsstadt Rain würdigte ihn mit einem Straßennamen, dem Gebrüder-Lachner-Museum, das im Geburtshaus untergebracht ist, sowie der Benennung der Gebrüder-Lachner-Mittelschule.

## Stil und Rezeption

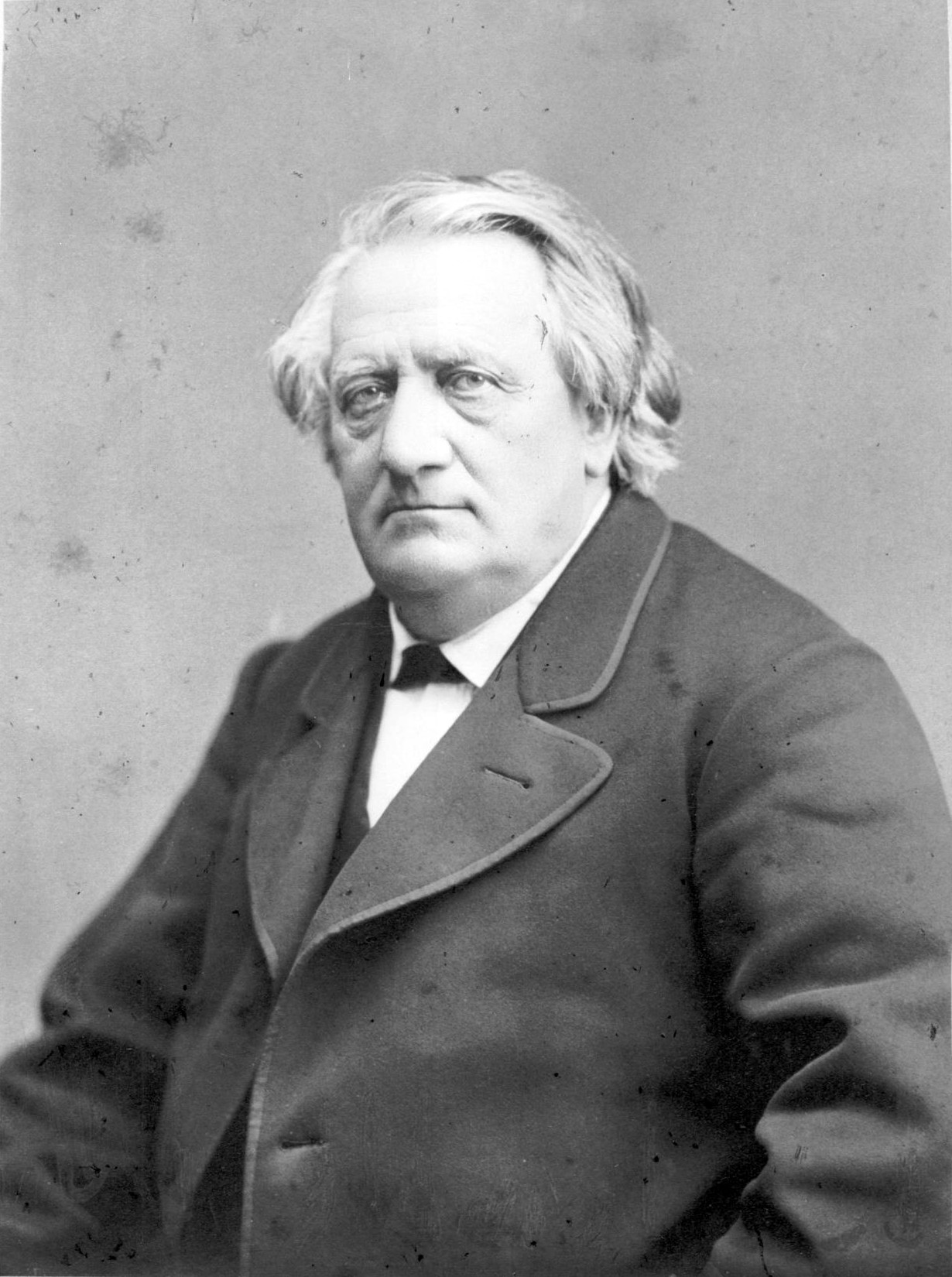
Franz Lachner

Lachner war ein sehr produktiver Komponist. Sein Werkverzeichnis, in dem fast alle wichtigen Musikgattungen vertreten sind, weist fast 200 Opuszahlen auf. Stilistisch war er von Ludwig van Beethoven und Louis Spohr, auch noch von Giacomo Meyerbeer, vor allem aber von Franz Schubert beeinflusst.
Lachners Musik zeichnet sich durch eine gewandte Beherrschung der Form und vor allem des Kontrapunkts aus. Die Stärke des Komponisten zeigte sich daher besonders in den Durchführungen seiner Sonatensätze. Während die Instrumentalwerke stärker zur Kontrapunktik neigen, wird die melodische Begabung Lachners vor allem in seinen Liedern deutlich, in denen die besondere Verbundenheit mit der Musik seines Freundes Schubert hörbar ist. Über ihn soll Lachner einmal selbstbewusst gesagt haben: „Schade, daß Schubert nicht so viel gelernt hat wie ich, sonst wäre bei seinem außerordentlichen Talent auch ein Meister aus ihm geworden.“
Mit der glücklichen Idee, die seit Haydn in Vergessenheit geratene Form der Orchestersuite wiederzubeleben, hatte er auch im vorgerückten Alter noch glänzende Komponistenerfolge. Seine sieben Werke dieser Gattung überragen an Frische der Erfindung und geistvoller Arbeit fast alle seine früheren Werke und machten ihn auch über Deutschlands Grenzen hinaus bekannt.
Nach seinem Tod ging das Interesse an Lachners Musik schnell zurück. Sein sehr konservativer, eher handwerklicher Stil erschien bald nicht mehr zeitgemäß. Außerdem geriet er aufgrund seiner Ablehnung der Musik Richard Wagners ins Abseits. Der Beginn einer eingehenderen Beschäftigung mit Lachner ist erst gegen Ende des 20. Jahrhunderts auszumachen. Zwar steht in seinem umfangreichen Werkverzeichnis nicht jedes Werk auf der gleichen Höhe, aber die besten Kompositionen zeigen ihn als stilsicheren Vokal- und Instrumentalkomponisten. Einige seiner Werke weisen sogar schon auf das Frühwerk Anton Bruckners hin, mit dem er den Lehrer (Sechter) gemeinsam hatte.

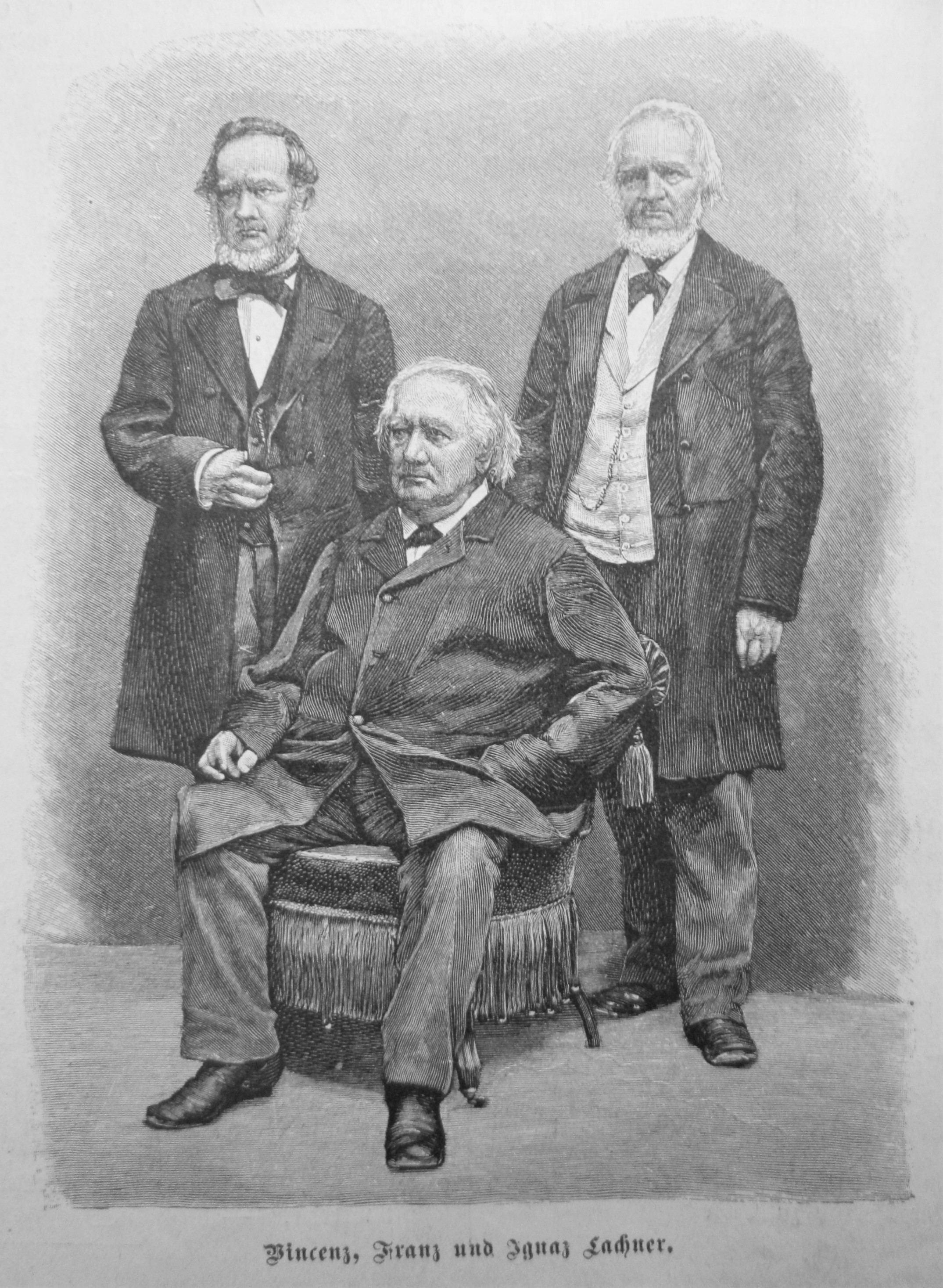
Die Musiker Vinzenz, Franz und Ignaz Lachner, Holzstich nach Fotografie, aus: Gartenlaube 1891

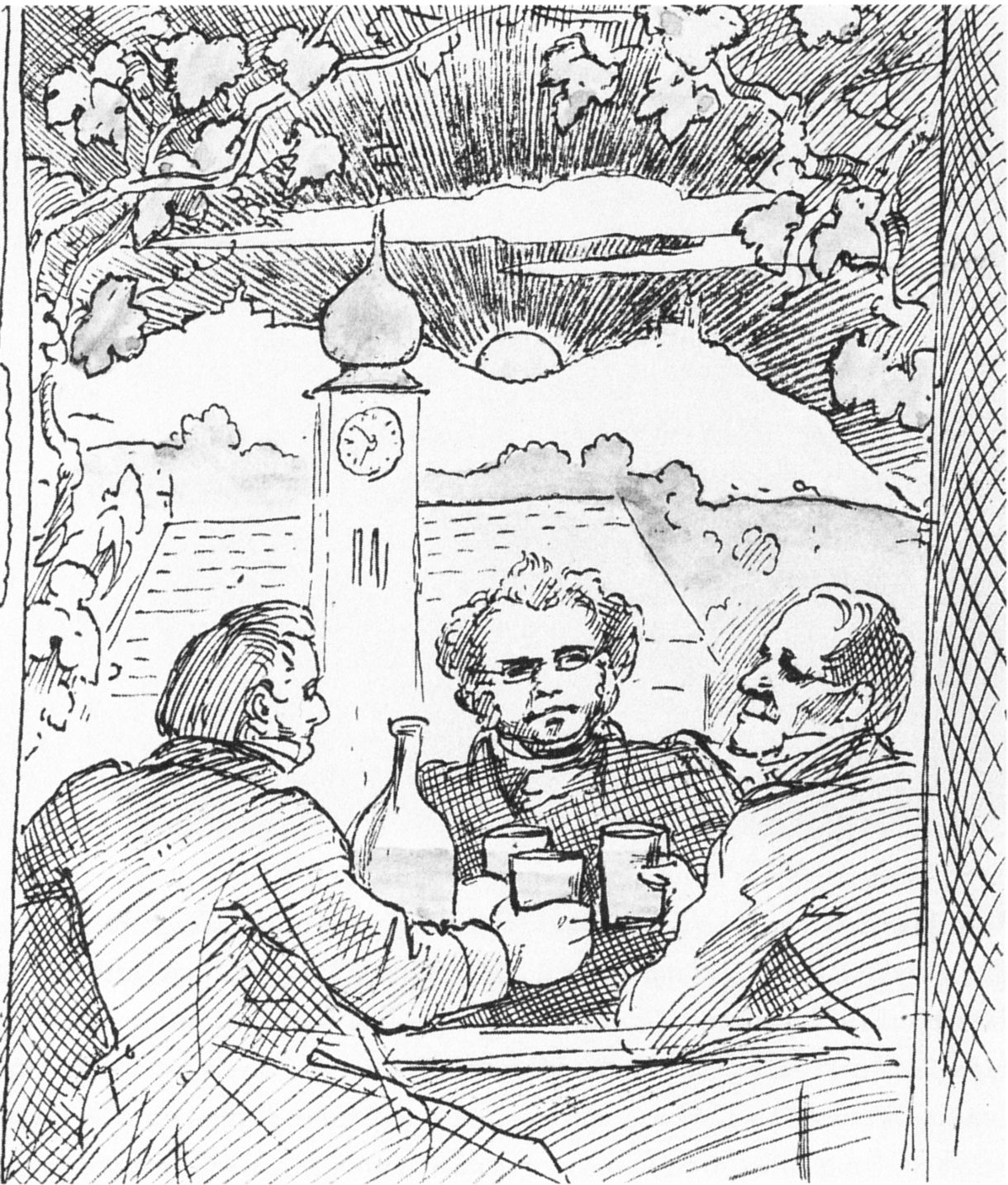
Franz Lachner (links) mit Franz Schubert und Eduard von Bauernfeld beim Heurigen (Moritz von Schwind, 1862)

## Werke
- Sinfonien
  - Sinfonie Nr. 1 Es-Dur op. 32 (1828)
  - Sinfonie Nr. 2 F-Dur (1833) op. 44
  - Sinfonie Nr. 3 d-Moll op. 41 (1834)
  - Sinfonie Nr. 4 E-Dur (1834)
  - Sinfonie Nr. 5 c-Moll Preis-Symphonie (auch Sinfonia passionata) op. 52 (1835)
  - Sinfonie Nr. 6 D-Dur op. 56 (1837)
  - Sinfonie Nr. 7 d-Moll op. 58 (1839)
  - Sinfonie Nr. 8 g-Moll op. 100 (1851)
- Orchestersuiten
  - Suite Nr. 1 d-Moll op. 113 (1861)
  - Suite Nr. 2 e-Moll op. 115 (1862)
  - Suite Nr. 3 f-Moll op. 122 (1864)
  - Suite Nr. 4 Es-Dur op. 129 (1865)
  - Suite Nr. 5 c-Moll op. 135 (1868)
  - Suite Nr. 6 C-Dur op. 150 (1871)
  - Suite Nr. 7 d-Moll op. 190 (1881)
  - Ball-Suite D-Dur op. 170 (1874)
- Konzerte
  - Harfenkonzert c-Moll (1828)
  - Harfenkonzert d-Moll (1833)
  - Flötenkonzert d-Moll (1832)
- Kammermusik
  - Klaviertrio Nr. 1 E-Dur (1828)
  - Klaviertrio Nr. 2 c-Moll (1829)
  - Trio für Klavier, Klarinette und Horn B-Dur (1830)
  - Streichquartett Nr. 1 h-Moll op. 75 (1843)
  - Streichquartett Nr. 2 A-Dur op. 76 (1843)
  - Streichquartett Nr. 3 Es-Dur op. 77 (1843)
  - Streichquartett Nr. 4 d-Moll op. 120 (1849)
  - Streichquartett Nr. 5 G-Dur op. 169 (1849)
  - Streichquartett Nr. 6 e-Moll op. 173 (1850)
  - Serenade G-Dur für 4 Violoncelli (1829)
  - Elegie fis-Moll für 5 Violoncelli op. 160 (1834)
  - Streichquintett c-Moll op. 121 (1834)
  - Klavierquintett Nr. 1 a-Moll op. 139 (1868)
  - Klavierquintett Nr. 2 c-Moll op. 145 (1869)
  - Bläserquintett Nr. 1 F-Dur (1823)
  - Bläserquintett Nr. 2 Es-Dur (1829)
  - Septett Es-Dur (1824)
  - Oktett B-Dur op. 156 (1850)
  - Nonett F-Dur (1875)
  - Andante As-Dur für Blechbläser (1833)
  - 3 Lieder ohne Worte für Harfe (1856)
- Klavierwerke
  - Sonate a-Moll (1824)
  - Sonate fis-Moll op. 2 (1825)
  - Sonate F-Dur op. 25 (1827)
  - Suite c-Moll op. 142 (1868)
  - 6 Lieder ohne Worte op.109 (1856)
  - Sonate für Klavier 4-hd. c-Moll op. 20 (1827)
  - Sonate für Klavier 4-hd. d-Moll op. 39 (1832)
  - Fantasie As-Dur für Klavier 4-hd.
  - Variationen e-Moll für Klavier 4-hd. op. 138 (1868)
  - Momento capriccioso a-Moll für Klavier 4-hd. op. 3 (1824)
  - 3 Scherzi für Klavier 4-hd. op. 26 (1829)
  - Nocturne op. 22 (1829)
- Orgelwerke
  - Introduktion und Fuge d-moll für Orgel oder Klavier 4-hd. op. 62
  - Sonate f-Moll op. 175
  - Sonate c-Moll op. 176
  - Sonate a-Moll op. 177
- Vokalwerke
  - Die vier Menschenalter. Kantate op. 31 (1829)
  - Moses. Oratorium op. 45 (1833)
  - Des Kriegers Gebet op.89 für vierstimmigen Männerchor und vollständige Militärmusik, verlegt bei Schott in Mainz (1847)[Digitalisat 1]
  - 8 Messen
  - Requiem op. 146
- Lieder
  - Sängerfahrt op. 33
  - Frauenliebe und Leben op. 59
  - etwa 200 weitere Lieder
- Opern
  - Die Bürgschaft (1828)
  - Alidia (1839)
  - Catarina Cornaro (1841)
  - Benvenuto Cellini (1849)
- Schauspielmusik
  - Lanassa (1830)
  - König Ödipus (1852)

## Digitalisate
1. ↑  Des Kriegers Gebet als Digitalisat Münchener Digitalisierungszentrum der Bayerischen Staatsbibliothek